# Tadeusz Serafin
Tadeusz Serafin (ur. 1947 w Katowicach) – polski dyrygent, dyrektor Opery Śląskiej w latach 1989–2016.

## Życiorys
Pochodzi z muzykalnej rodziny – jego dziadek grał na klarnecie, ojciec był skrzypkiem w Operze Śląskiej, a brat Witold jest koncertmistrzem grupy altówek w Orkiestrze Królewskiej w Oslo, gra na altówce w Narodowej Norweskiej Orkiestrze Operowej.
W wieku 11 lat rozpoczął naukę gry na kontrabasie. Uczęszczał do liceum muzycznego w Bytomiu. Ukończył studia na wydziałach: instrumentalnym oraz teorii i kompozycji w Państwowej Wyższej Szkole Muzycznej w Katowicach w 1970 roku z wyróżnieniem. Grał na kontrabasie w Narodowej Orkiestrze Symfonicznej Polskiego Radia w Katowicach. Następnie studiował dyrygenturę w Państwowej Wyższej Szkole Muzycznej w Katowicach pod kierunkiem Napoleona Siessa. Ukończył zagraniczne kursy mistrzowskie prowadzone m.in. przez Karela Ančerla, Pierre’a Bouleza, czy Heinza Rögnera.
Od 1978 roku pracował w bytomskiej Operze Śląskiej, pierwszym tamże objętym stanowiskiem była posada asystenta dyrygenta, następnie był dyrygentem, koordynatorem do spraw orkiestry, pełniącym obowiązki dyrektora naczelnego i artystycznego. W 1989 roku został dyrektorem naczelnym i artystycznym tejże Opery, funkcję tę sprawował do 2016 roku.
Za jego kadencji w Operze Śląskiej powstały docenione w Polsce i za granicą spektakle, takie jak: Aida, Borys Godunow, Carmina Burana, Don Carlos, Gioconda, Nabucco (wystawione m.in. w Filharmonii Berlińskiej), czy Ubu Król.
Współpracował z portugalskim projektem Orquestra do Norte. Brał udział w modernizacji zabytkowego gmachu bytomskiej opery oraz w odbudowie sali filharmonicznej po pożarze. Organizował trzy międzynarodowe edycje Konkursów Wokalistyki Operowej im. Adama Didura. Przez ponad 20 lat nauczał w Akademii Muzycznej im. Karola Szymanowskiego w Katowicach; jest starszym wykładowcą w Katedrze Wokalistyki tejże uczelni. Został honorowym obywatelem Bytomia w 2017 roku; laudację na jego cześć wygłosił prof. Aleksander Romuald Sieroń.

## Nagrody
- Krzyż Kawalerski Orderu Odrodzenia Polski[8] „za wybitne zasługi dla kultury narodowej” (2005)[9]
- Złoty Krzyż Zasługi[8]
- Krzyż Zasługi za Dzielność (2002)[10]
- Złoty Medal za Długoletnią Służbę[8]
- Złoty (2005[5]), Kryształowy i Platynowy (2010 w kategorii „Ambasador Spraw Polskich”[5]) Laur Umiejętności i Kompetencji[8]
- nagroda w kategorii „Najlepszy Dyrygent” Teatralnych Nagród Muzycznych im. Jana Kiepury[8] (2009[5])

## Dyskografia
- Nabucco (pierwsze wydanie 1994[11]), z muzykami Opery Śląskiej, dyrygent – platynowa płyta (2003)[5]
- Carmina burana – kierownictwo muzyczne (2011)[5]
- Opera Śląska poleca – hity operowe i operetkowe (2012) – złota płyta (2013)[5]